# Нана, Айше
Айше́ Нур Нана́, более известная как Айше́ Нана́ (тур. Ayşe Nana, настоящее имя Киа́ш Нана́, Kiash Nanah; 10 февраля 1936. Бейрут, Ливан — 29 января 2014, Рим, Италия) — турецкая и итальянская актриса, 5 ноября 1958 года исполнившая стриптиз в ресторане «Ругантино» в римском районе Трастевере. Этот танец вызвал скандал в итальянском обществе и лёг в основу одной из сцен фильма «Сладкая жизнь» Федерико Феллини (1960).

## Биография
Родилась в богатой армянской семье в Бейруте. Артистическую карьеру начала в 14 лет, танцуя в балете «Шехеразада» Н. А. Римского-Корсакова. Участвовала в конкурсах красоты «Мисс Босфор» и «Мисс Бикини». По словам Айше Нана, она была первой женщиной в Турции, вышедшей на публику в бикини. Была исполнительницей танца живота. К 22 годам снялась в двадцати турецких фильмах. В 1956 году она переехала в Париж и принимала участие в шоу французского актёра и композитора Жильбера Беко. Эти выступления принесли ей определённую известность.

### Инцидент
В конце 1958 года Айша Нана приехала в Рим, в надежде сняться у кинорежиссёра Витторио де Сики. 5 ноября 1958 года она участвовала в закрытой вечеринке в ресторане «Ругантино», расположенном в уютном районе Рима Трастевере. На этой вечеринке присутствовали молодые актёры, представители «золотой молодежи» и папарацци. В ходе вечера Айше Нана исполнила импровизированный стриптиз, постепенно раздеваясь на глазах у гостей и в конце танцевала почти обнажённой. Присутствовавший в «Ругантино» фотограф Тацио Секкиароли сфотографировал зажигательный танец, и три дня спустя его фотографии опубликовала газета L’Espresso. Общественное мнение тогдашней Италии было очень консервативно. Фотографии вызвали скандал. В результате Айше Нана предъявили несколько судебных исков за «неуважение к морали» и приговорили к трём месяцам тюремного заключения.
Эта сцена вдохновила Федерико Феллини на то, чтобы воспроизвести её в своем фильме «Сладкая жизнь», выпущенном два года спустя.

### Личная жизнь
Благодаря импровизированному стриптизу Айше Нана внезапно приобрела скандальную известность. Однако эта «слава» сослужила Айше Нана плохую службу. Она не смогла войти в мир итальянского кино и никогда не получила ролей, о которых мечтала. Она играла в так называемых спагетти-вестернах или в эротико-бурлескных комедиях. Кроме того, актриса выступала с танцевальными программами в мюзик-холлах. Айше Нана также играла в театре, но серьёзного успеха не достигла.
Была замужем за продюсером Серджо Пасторе. Айше Нана скончалась 29 января 2014 года в больнице Аурелия в Риме.

## Фильмография

### Турция
- Barbaros Hayrettin Paşa, Baha Gelenbevi (1951)
- Cem Sultan, Münir Hayri Egeli (1951)
- İstanbul Çiçekleri, Muammer Çubukçu (1951)
- Aşk Besteleri, Nuri Akıncı (1952)
- Efelerin Efesi, Şakir Sırmalı (1952)
- Edi İle Büdü, Şadan Kamil (1952)
- Söz Müdafaanındır, Münir Hayri Egeli (1952)
- İngiliz Kemal Lawrence’e Karşı, Lütfi Ömer Akad (1952)
- Çılgın Bakire, Seyfi Havaeri (1955), Айше Нана выступала также в качестве продюсера

### Европа и США
- La castellana del Libano (La châtelaine du Liban), Richard Pottier (1956)
- A Touch of the Sun, Gordon Parry (1956)
- Lo sceriffo che non spara, Renato Polselli (1965)
- A… come assassino, Angelo Dorigo (1966)
- Giurò… e li uccise ad uno ad uno… Piluk il timido, Guido Celano (1968)
- Due occhi per uccidere, Renato Borraccetti (1968)
- Thompson 1880, Guido Zurli (1968)
- Crisantemi per un branco di carogne, Sergio Pastore (1968)
- Edipeon, Lorenzo Artale (1970)
- Новые чудовища В эпизоде First Aid — Pronto soccorso, Марио Моничелли (1977)
- Porco mondo, Sergio Bergonzelli (1978)
- Immagini di un convento, Joe D’Amato (1979)
- История Пьеры, Марко Феррери (1983)
- Царь Давид, Брюс Бересфорд (1985)
- Strepitosamente… flop, Pierfrancesco Campanella (1991)